# Torrespaña

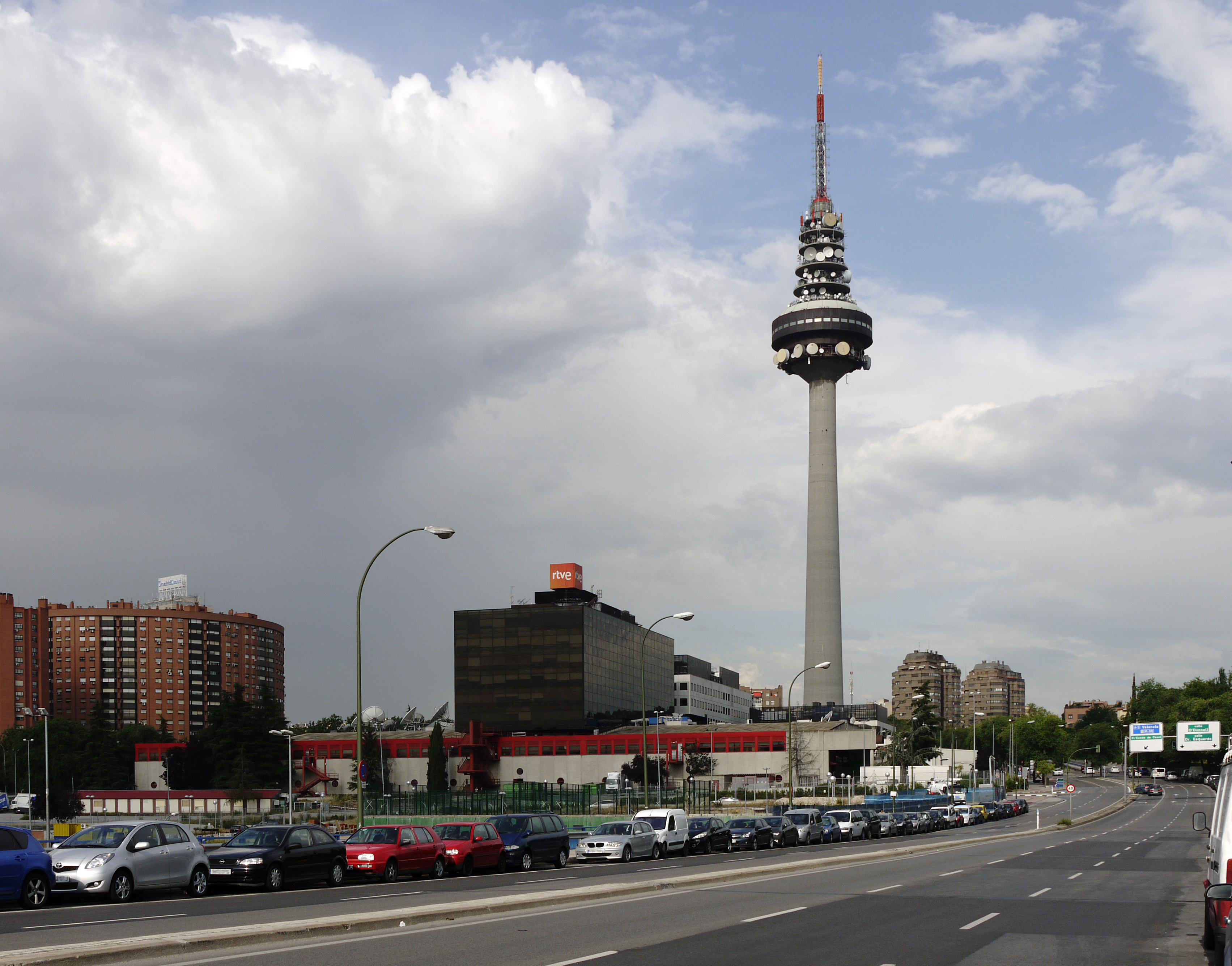
Torrespaña och dess omgivning.

Torrespaña, populärt kallad El Pirulí (”Slickepinnen”) är ett kommunikationstorn för den spanska televisionen, beläget i Madrid, Spanien, ungefär där gatan O’Donell korsar ringleden M-30.
Torrespaña är även namnet på det byggnadskomplex som rymmer den spanska statstelevisionen TVE bredvid tornet. Där produceras TV-nyheter och nyhetsprogram för de spanska offentliga kanalerna La 1 (”Ettan”), La 2 (”Tvåan”), Canal 24 Horas (”TV24”) och Clan TVE. Den nya interaktiva mediakoncernen RTVE (iRTVE) har också sina lokaler i komplexet.
Tornets höjd är 220 meter (232 fot med kommunikationsantennen inräknad). Byggandet av tornet påbörjades den 17 februari 1981 och tornet blev klart tretton månader senare. Invigningen skedde den 7 juni 1982, precis lagom för att kunna användas under VM i fotboll 1982. Tornet byggdes av ett konsortium bestående av de spanska företagen Dragados och Agroman. Arkitekt för bygget var Emilio Fernández Martínez de Velasco. Tornets inre area uppgår till 1 945 m².

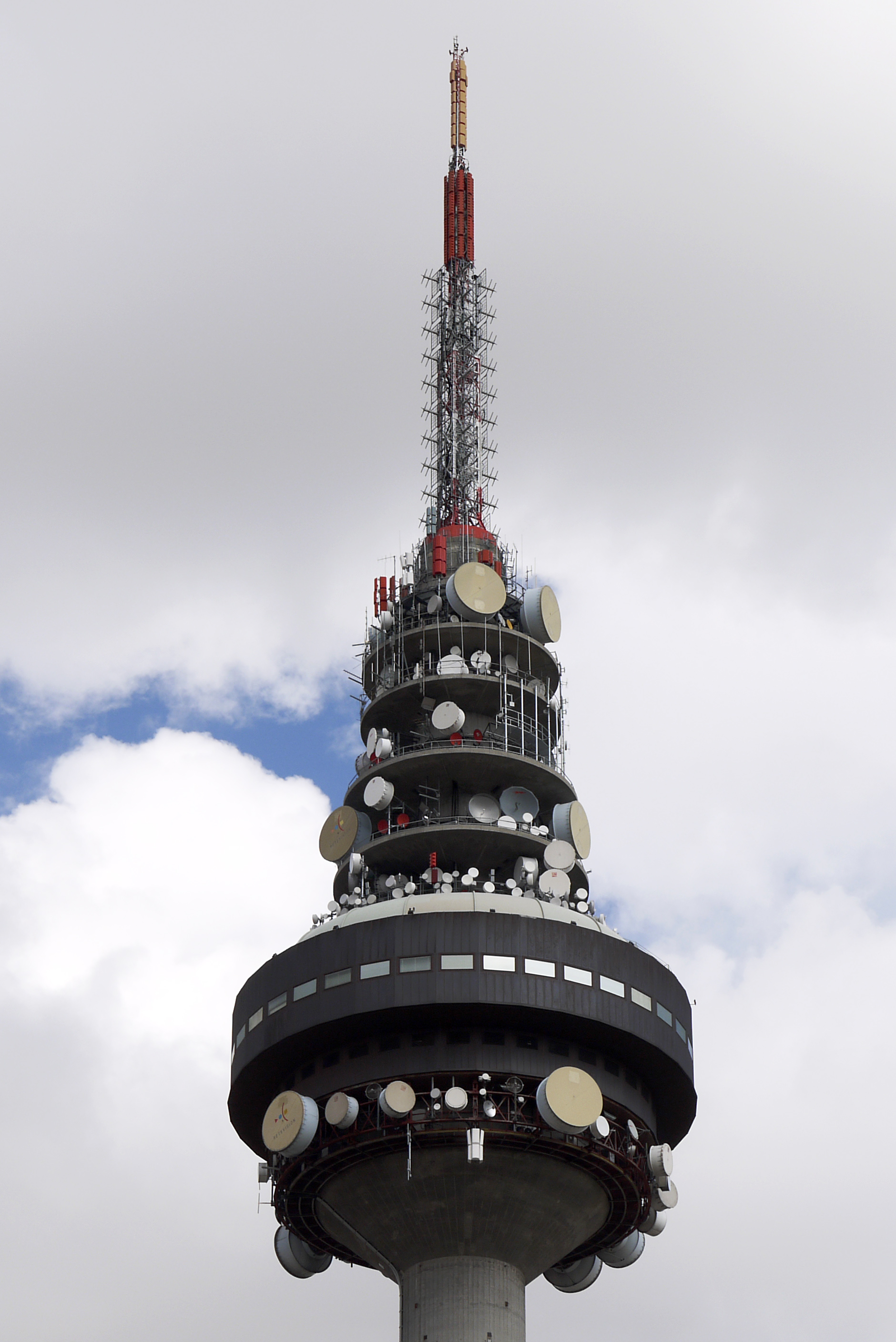
Närbild av El Pirulí.

Över basdelen som är 120 m hög börjar kontrollcentralen som består av fyra våningar, och täcks av stålpaneler. Över detta höjer sig fyra andra plattformar för antenner och tornet avslutas högst upp med en 45 meter hög antenn. De övre delarna av tornet är endast tillgängliga för personal som arbetar där. För detta är en hiss installerad i axeln. Det finns också en trappa med 1208 trappsteg.
Från Torrespaña sänder åtta TV-stationer, fjorton analoga radiostationer i FM-bandet, arton digitala radiokanaler (DAB) och tjugo kanaler digital marksänd television.